# Þórarinn Eldjárn

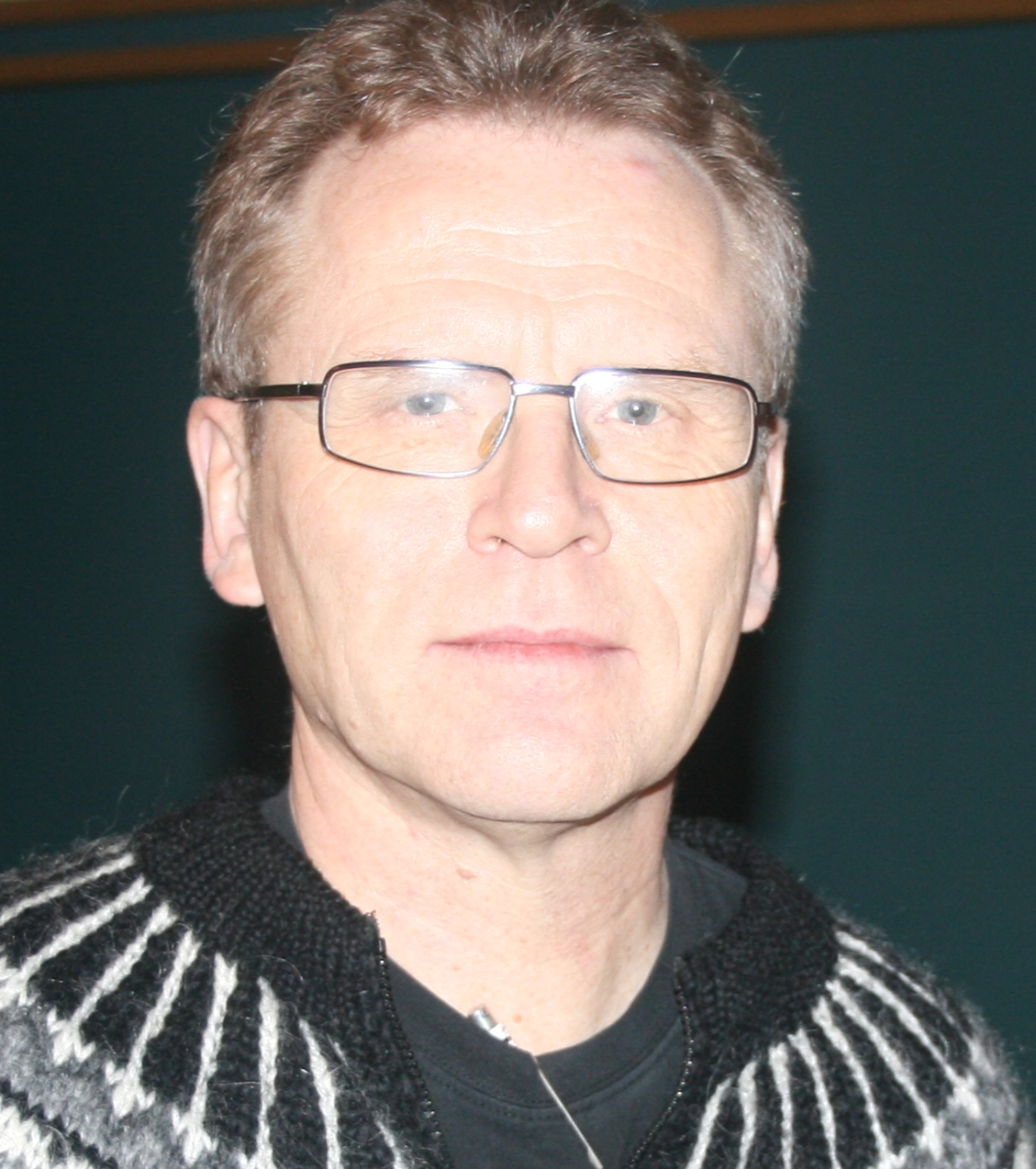
Þórarinn Eldjárn

Þórarinn Eldjárn, född 22 augusti 1949 i Reykjavik, är en isländsk författare och poet. Hans föräldrar var arkeologen Kristján Eldjárn (som var Islands president åren 1968–80) och Halldóra Ingolfsdóttir.
Þórarinn läste litteraturvetenskap och filosofi vid Lunds Universitet 1969–72 och 1973–75 samt isländska vid Háskóli Íslands i Reykjavík 1972–73. Han blev fil.kand. i Lund våren 1975, och var därefter bosatt i Stockholm åren 1975–79. Sedan 1975 har han varit verksam som författare, och har utgivit ett stort antal dikter, noveller och romaner. Han har också till isländska översatt bland annat Göran Tunström, Lewis Carroll (Alice i Underlandet) och William Shakespeare (Kung Lear och Macbeth). Inspirerad av Dr. Seuss och i samarbete med sin syster, konstnären Sigrún Eldjárn, har Þórarinn också skrivit ett flertal prisbelönta poetiska barnböcker. Þórarins internationellt mest kända verk är romanen Brotahöfuð – om samvetsfången Guðmundur Andrésson i det blå tornet i Köpenhamn. Boken har översatts till ett flertal språk, bland annat franska och engelska, och nominerades till en International IMPAC Dublin Literary Award 2001. (Boken finns på danska med titeln Blåtårn, 2008.)
Þórarinn Eldjárn är i sitt hemland också känd för sina humoristiska rimor om Walt Disney, Disneyrímur.